# Dampiera ferruginea
Dampiera ferruginea är en tvåhjärtbladig växtart som beskrevs av Robert Brown. Dampiera ferruginea ingår i släktet Dampiera, och familjen Goodeniaceae. Inga underarter finns listade i Catalogue of Life.